# 2675 Tolkien
A 2675 Tolkien (ideiglenes jelöléssel 1982 GB) a Naprendszer kisbolygóövében található aszteroida. Martin Watt fedezte fel 1982. április 14-én.